# Макиш
Макиш је шума и насеље у Београду и припада општини Чукарица, удаљен 11,8 км од центра Београда.
Макиш обилује бујном вегетацијом, па се кроз његов највећи део протежу мочварне шуме, већи број мањих водотокова, као и вештачких канала који су изграђени у време Другог светског рата. Северни део насеља је познат као „Једек“, западни као „Ашиница“, а централни део као „Велико Окно“. Од стамбених објеката у Макишу преовладавају куће и сплавови уз реку Саву. Према попису становништва у Србији 2011. године, насеље је имало 1217 становника.

## Локација
Макиш се налази у непосредној близини Аде Циганлије.
Окружују га Сава на западу, Савско језеро на северу, Чукарица и Чукаричка падина на североистоку, Жарково на истоку, Железник на југу и Остружница на југозападу.

## Становништво
Број становништва Макиша кроз историју:
- 1981 ― 946
- 1991 ― 953
- 2002 ― 1379
- 2011 ― 1217

## Саобраћај и привреда
Кроз Макиш пролазе битни путеви у саобраћају Београда као што су Савска магистрала и Обреновачки друм. У Макишу, на Белим водама (Жарково) налазе се и фабрике пијаће воде „Макиш 1“ и „Макиш 2“ чији производни погони снабдевају читав град Београд пијаћом водом.. Овде се налази и једна од највећих испостава ЈКП Београдски водовод и канализација. У Макишу се налази Ранжирна станица Београд (Макиш) која служи за међународни транспорт са централизованим аутоматским управљањем и контролом саобраћаја и дневним капацитетом од 600 вагона. Ранжирна станица Београд — Макиш је највећа ранжирна станица у југоисточној Европи. Станица се налази на међународном магистралном Коридору 10 и има централно место у београдском железничком чвору. Дужина колосека у станици износи 70 километара и 224 метара. Први радови на изградњи ове станице почели су 1956. године, а 1980. године станица добија свој коначан изглед и информациони систем за праћење теретних кола у станици.
До насеља Макиш се градским превозом које обезбеђује ГСП Београд може стићи аутобусима:
- Линија 54 Миљаковац 1 — МЗ Макиш.[10]
- Линија 91 Београд на води — Остружница /Ново насеље/.[11]
- Линија 92 Београд на води — Остружница /Караула/.[12]
- Линија 511 Београд на води — Сремчица.[13]
- Линија 551 Београд на води — Сремчица.[14]
- Линија 553 Београд на води — Руцка.[15]

## Спорт
У Макишу, преко пута Аде Циганлије, налази се спортски центар Министарства унутрашњих послова Макиш познат и као стадион ФК Полицајац.
Клуб је основан 1946. године под именом ФК Милиционар на иницијативу љубитеља фудбала унутар београдске полиције. Био је узорно организован, без обзира у ком се рангу такмичења налазио. Често су фудбалери који су играли за овај клуб били припадници МУП-а Србије. Клупска боја била је плава, док су у новије време црвена и наранџаста прихваћене као резервне боје клуба. Капацитет стадиона ФК Полицајац је 4.000 гледалаца. Нажалост, клуб се више не такмичи.
У Макишу се такође налазе и стадиони ФК Жарково (недалеко од погона БВК), ФК Локомотива (на Ранжирној станици), као и игралиште ФК Комграп (на Старом обреновачком друму).

## Поплава у Макишу
Током поплаве у Србији 2014. године на великом удару воде нашао се и Макиш. Окружен реком Савом на западу, Савским језером на северу, насељу је претило да нестане под водом.. Захваљујући великом броју добровољаца и радницима јавних комуналних предузећа који су пунили џакове са песком и правили насип дуж обале, Макиш је прошао готово неоштећен. Избегнуто је и продирање воде у погоне фабрике за пијаћу воду која снабдева читав Београд.

## Историја
Београд се снабдева подземном водом из Макиша од 1892, с тим што је, као "гвожђевиту", било потребно додатно третирати. Нови бунари су бушени нпр. 1923, када је постављана и цев промера 600 мм и дужине 1.600 м.
Насеље Макиш је настајало 1930-тих, са преко 500 домова покрај Обреновачког пута. Описивано је као бедније од јатаганмалског, до 1934. је било у жарковачкој општини, а затим у оквиру Београда. Било је редовно плављено, мада је почетком 1938. постављена пумпа са сифоном преко кога је одвођена вода. Поред малих кућа, ту се налазио и приватни лабораторијум "Дезинсектор" око кога је 1937. настала контроверза након тровања једног радника. Предајник Радио Београда од 20 киловата је освећен 2. августа 1937.
У време 2. светског рата, прокопавани су канали ради одводњавања воде и пољопривреде. Српско издавачко предузеће и немачке новине "Донауцајтунг" су имали имање у Макишу - у октобру 1943. су приредили празник жетве.